# 傾覆

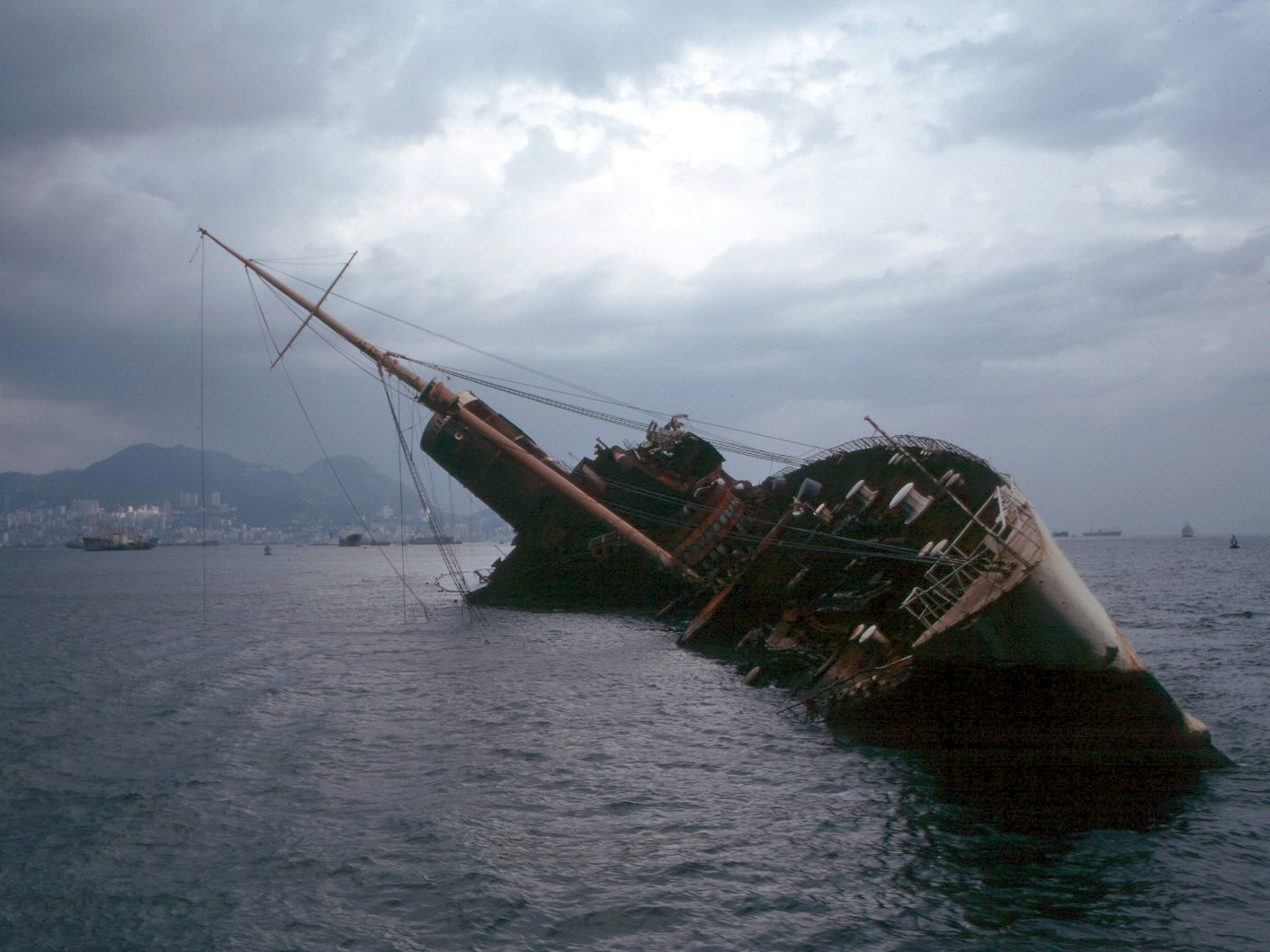
伊利莎白皇后號郵輪在著火傾覆。

傾覆，或俗稱翻船，是当艇或船在其侧面翻转或在水中倒置时发生的情況。而翻轉傾覆船隻的行為稱為“扶正”。